# Ewa Dzieduszycka
Ewa Aniela Dzieduszycka (ur. 27 lipca 1879 w Chłopicach, zm. 4 maja 1965 we Wrocławiu) – polska hrabina, podróżniczka, pierwsza Polka, która udokumentowała podróż do Indii, pierwsza kobieta, która zdobyła Grossvenediger.

## Życiorys
Była córką Emilii z Głogowskich i Władysława Koziebrodzkiego. Miała rok starszą siostrę Annę. Po śmierci rodziców wychowaniem dziewcząt, które zamieszkały w Kozłowie, zajęła się Aniela Kielanowska, siostra ich babki, która zadbała o ich wykształcenie. Uczyli ich prywatni nauczyciele. Następnie Anna i Ewa Koziebrodzkie uczyły się u sióstr niepokalanek w Jarosławiu.
17 lipca 1900 Ewa Koziebrodzka wyszła za mąż za hrabiego Władysława Jana Jakuba Dzieduszyckiego, syna Wojciecha i Seweryny z Dzieduszyckich. Małżonkowie zamieszkali w Jezupolu. W 1901 urodziła syna Juliusza Wojciecha, rok później córkę Anielę Zofię, a w 1912 przyszedł na świat syn Wojciech.
Po narodzinach dwojga pierwszych dzieci Dzieduszycka wyprawiała się na wycieczki rowerowe. Była pierwszą rowerzystką na przedgórzu Karpat. Od 1905 dysponowała samochodem, który kupiła z mężem. Był to pierwszy w okolicy taki pojazd. Interesowała się równouprawnieniem kobiet, śledziła działania sufrażystek. Jeździła konno, chodziła na długie piesze wycieczki. Pod okiem Mariusza Zaruskiego nauczyła się jeździć na nartach. Pierwsze narty wykonała samodzielnie. Wędrowała po Karpatach i Himalajach. Z mężem i dziećmi zwiedziła m.in. północną Afrykę, Palestynę, Grecję, Rumunię i Indie.
Po wybuchu II wojny światowej wraz z mężem wyjechała do Stanisławowa, a potem Lwowa. Tam mąż został aresztowany przez NKWD, a córka Aniela wraz z dziećmi została wywieziona do Kazachstanu. Dzieduszycka wraz z rodziną syna Juliusza mieszkała w Kamieniu Lubelskim, a potem z synem Wojciechem i jego rodziną wyjechała do Krakowa. Aresztowano ją 27 maja 1944. Przebywała w obozie Gross-Rosen. Po zwolnieniu do 1945 mieszkała w Zarszynie. Potem przeprowadziła się do syna Wojciecha do Wrocławia. Nadal była aktywna fizycznie.
Jej zagraniczne podróże zaowocowały wydaniem dwóch książek, szkicu powieściowego i zbioru opowiadań Perła Pałacu. Pisała artykuły (m.in. do „Przekroju”), tłumaczyła z języka angielskiego i francuskiego. W 1961 spisała wspomnienia. W 2018 zostały wydane w opracowaniu wnuczki Małgorzaty Dzieduszyckiej-Ziemilskiej i prawnuczki Dominiki Dzieduszyckiej-Sigsworth.